# Calle de República de Argentina
La calle República de Argentina está localizada en el Centro Histórico de la Ciudad de México. Debe su nombre a Argentina, nombre que recibió en 1921.
Corre de sur a norte desde la zona arqueológica del Templo Mayor, la Plaza Manuel Gamio y la calle República de Guatemala hasta Eje 1 Norte, en donde toma hacia el norte el nombre de Jesús Carranza. Su origen se remonta a la primera traza de la Ciudad de México hecha por Alonso García Bravo en 1522 a partir de la trayectoria de la calzada de Tepeyacac y tuvo por varios siglos el nombre de Calle del Relox o Del Reloj, debido a un reloj mecánico instalado en el edificio de la Real Audiencia en el siglo XVI.

## Historia
De acuerdo al mapa de Ignacio Marquina de 1964, la primera sección de la actual calle República de Argentina estaba situada frente al huey teocalli o Templo Mayor de México Tenochtitlan, entre el espacio comprendido entre esta edificación y el Templo de Ehecatl-Quetzalcóatl. El segmento siguiente, entre las actuales Justo Sierra y San Ildefonso formarían parte del mayor recinto sagrado mexica frente al Gran Basamento y hasta la muralla divisoria del mismo, conocida como coatepantli.
Dicho terreno habría sido consolidado por ingeniería mexica como un islote artificial de entre 5.6 y 8 metros de altura al menos desde la etapa constructiva III del Templo Mayor, aproximadamente 1431. Dicho islote sería conocido posteriormente como Isla de los perros.
En México en 1554, Francisco Cervantes de Salazar, sitúa a sus personajes Alfaro y Zuazo, dialogando sobre un reloj cuando caminan por el cruce de la entonces Plaza Mayor -hoy Plaza de la Constitución:

ALFARO: ¡Qué ruido y qué bulliciosa muchedumbre de gente a pie y a caballo! Más parece una gran feria que una calle. ¿Quiénes ocupan este piso alto, adornado de tan grandes ventanas?
ZUAZO: La Real Audiencia; y la crujía interior, aún más magnífica, es del virrey.
ALFARO: Habitación digna ciertamente de personajes tan elevados. ¿Pero qué significan aquellas pesas colgadas de unas cuerdas? ¡Ah! No había caído en cuenta: son las del reloj.
ZUAZO: En efecto; y está colocado en esa elevada torre que une ambos lados del edificio, para que cuando da la hora, la oigan en todas partes los vecinos.
Francisco Cervantes de Salazar, Diálogos...

Según Luis González Obregón el edificio que ambos nombran sería la Casa del Estado, sede anterior de la Real Audiencia antes de la construcción del Palacio Virreinal en 1562. Mencionado a García Icazbalceta, González Obregón explica que el reloj habría estado instalado públicamente fuera de la Casa del Estado, en Tacuba y Empedradillo. Pero al cambiar la sede de la Real Audiencia, se habría trasladado el reloj. El mismo González Obregón menciona otra hipótesis que la calle no se llamaría Del Relox por el reloj de la audiencia, sino por la casa del doctor Pedro López, en la cual se habría pedido construir un reloj. El escritor se basó en un acta de Cabildo del 27 de agosto de 1548, en el que Pedro López solicitó al gobierno "en unas casas que haze en esta cibdad en la calle que biene destapalapa y ba a santiago linde con casas de antonio de la cadena saque un relox a fuera de la portada de la dicha calle".